# Euphorbia trichiocyma
Euphorbia trichiocyma är en törelväxtart som beskrevs av Susan Carter. Euphorbia trichiocyma ingår i släktet törlar, och familjen törelväxter. Inga underarter finns listade i Catalogue of Life.